# Чернігівський автобус
Чернігівський автобус — система автобусного громадського транспорту Чернігова, що складається з міських та приміських маршрутів. Більшість приміських рейсів також здійснюють перевезення по місту.

## Історія
В 1920-х роках з'явився міський автобусний транспорт.
Станом на 1960-ті роки у місті існувало 15 автобусних маршрутів.
З 24 лютого 2022 року внаслідок російського вторгнення в Україну було припинено рух громадського транспорту. У місті залишилося 65 автобусів, які можуть розпочати роботу, раніше маршрути обслуговували 230 автобусів.
19 травня 2022 року рух відновлено за дев'ятьма тичасовими маршрутами.
В 2023 році отримані автобуси Mercedes-Benz Citaro будуть перевозити пасажирів за маршрутом № 10.
12 січня 2023 року запрацював тимчасовий маршрут, який дозволяє покращити логістику.
| Маршрути до 24 лютого 2022 | Маршрути до 24 лютого 2022                              | Маршрути до 24 лютого 2022 |
| №                          | Пункт відправки                                         | Примітка                   |
| -------------------------- | ------------------------------------------------------- | -------------------------- |
| 1                          | Вул. Захисників України - Старий Білоус                 |                            |
| 2                          | Дитячий світ - Рівнопілля                               |                            |
| 2А                         | Залізничний вокзал - Психоневрологічна лікарня          |                            |
| 3                          | Епіцентр - Киїнка                                       |                            |
| 5                          | Дитячий світ - Новий Білоус                             |                            |
| 7                          | Вул. Єськова - Міст через р. Десна                      |                            |
| 8                          | Залізничний вокзал - Вул. Захисників України            |                            |
| 9                          | Лікеро-горілчаний завод - Жавинка                       |                            |
| 11                         | Залізничний вокзал - Вул. Пухова                        |                            |
| 12                         | Залізничний вокзал - Вул. Захисників України            |                            |
| 14                         | Залізничний вокзал - Яцево                              |                            |
| 15                         | Забарівка - Вул. Савчука                                |                            |
| 16                         | Залізничний вокзал - Вознесенське                       |                            |
| 17                         | КСК - Новоселівка                                       |                            |
| 18                         | Дитячий світ - Рудка                                    |                            |
| 20                         | Залізничний вокзал - Вул. Незалежності                  |                            |
| 21                         | Вул. Захисників України - Вул. Незалежності             |                            |
| 22                         | Вул. Захисників України - Рівнопілля                    |                            |
| 22С                        | ЗАЗ - Рівнопілля                                        |                            |
| 23                         | Залізничний вокзал - Вул. Незалежності                  |                            |
| 24                         | Залізничний вокзал - Співаки                            |                            |
| 24А                        | Залізничний вокзал - Вул. Захисників України            |                            |
| 25                         | Вул. Захисників України - Вул. Ціолковського            |                            |
| 26                         | Вул. Льотна - Яцево                                     |                            |
| 27                         | Олександрівка - Лікеро-горілчаний завод                 |                            |
| 30                         | ЗАЗ - Пивзавод                                          |                            |
| 33                         | Річковий порт - Епіцентр                                |                            |
| 35                         | ЗАЗ - КСК                                               |                            |
| 36С                        | КСК - Жавинка                                           |                            |
| 37                         | Залізничний вокзал - Вул. Єськова                       |                            |
| 41                         | Вулиця Ціолковського - Готель «Україна»                 |                            |
| 42                         | Протитуберкульозний диспансер - Вул. Захисників України |                            |
| 43                         | Залізничний вокзал - Олександрівка                      |                            |
| 44                         | Епіцентр - Трисвятська Слобода                          |                            |
| 46                         | Вулиця Захисників України - Березанка                   |                            |
| 47                         | Завод «Хімволокно» - Якубівка                           |                            |

| Перелік автобусних маршрутів м. Чернігів з липня 2023 року | Перелік автобусних маршрутів м. Чернігів з липня 2023 року | Перелік автобусних маршрутів м. Чернігів з липня 2023 року |
| №                                                          | Сполучення                                                 | Примітка                                                   |
| ---------------------------------------------------------- | ---------------------------------------------------------- | ---------------------------------------------------------- |
| 10                                                         | Діагностичний центр- Автозавод                             |                                                            |
| 20                                                         | Залізничний вокзал - Вул. Незалежності                     |                                                            |
| 21                                                         | Автозавод - Олександрівка                                  |                                                            |
| 22                                                         | Вул. Володимира Дрозда - Завод "Хімволокно"                |                                                            |
| 24                                                         | Залізничний вокзал - Вул. Захисників України               |                                                            |
| 24А                                                        | Залізничний вокзал - Вул. Захисників України               |                                                            |
| 25                                                         | Завод "Силікат" - Вул. Єськова                             |                                                            |
| 25А                                                        | Завод "Силікат"-м/к Півці                                  |                                                            |
| 26                                                         | Пляж "Золотий берег" - м/к Астра                           |                                                            |
| 27                                                         | Міська лікарня № 2 - Вул. Ціолковського                    |                                                            |
| 28                                                         | Залізничний вокзал - Яцево                                 |                                                            |
| 29                                                         | Автозавод - Завод "Хімволокно"                             |                                                            |
| 30                                                         | Автозавод - м/к Кільцевий                                  |                                                            |
| 31                                                         | М/к "Подусівка" - вул. Захисників України                  |                                                            |
| 33                                                         | Зарічне - Новоселівка                                      |                                                            |
| 37                                                         | Залізничний вокзал - вул. Курсанта Єськова                 |                                                            |